# Lijst van voetbalinterlands India - Maleisië
Deze lijst van voetbalinterlands is een overzicht van alle officiële voetbalinterlands tussen de nationale teams van India en Maleisië. De landen hebben tot nu toe 24 keer tegen elkaar gespeeld. De eerste ontmoeting was een vriendschappelijke wedstrijd in Kuala Lumpur op 4 september 1959. Het laatste duel, eveneens een vriendschappelijke wedstrijd, werd gespeeld op 18 november 2024 in Haiderabad.

## Wedstrijden
| №  | Plaats       | Datum             | Competitie                 | Wedstrijd        | Uitslag |
| -- | ------------ | ----------------- | -------------------------- | ---------------- | ------- |
| 1  | Kuala Lumpur | 4 september 1959  | Vriendschappelijk          | Malakka − India  | 1 − 1   |
| 2  | Kuala Lumpur | 9 augustus 1961   | Vriendschappelijk          | Malakka − India  | 1 − 2   |
| 3  | Kuala Lumpur | 24 augustus 1964  | Vriendschappelijk          | Maleisië − India | 1 − 1   |
| 4  | Kuala Lumpur | 21 augustus 1965  | Vriendschappelijk          | Maleisië − India | 0 − 2   |
| 5  | Bangkok      | 12 december 1966  | Aziatische Spelen 1966     | India − Maleisië | 2 − 1   |
| 6  | Kuala Lumpur | 19 augustus 1967  | Vriendschappelijk          | Maleisië − India | 0 − 0   |
| 7  | Kuala Lumpur | 11 augustus 1968  | Vriendschappelijk          | Maleisië − India | 2 − 1   |
| 8  | Kuala Lumpur | 1 augustus 1970   | Vriendschappelijk          | Maleisië − India | 1 − 3   |
| 9  | Kuala Lumpur | 4 augustus 1973   | Vriendschappelijk          | Maleisië − India | 4 − 0   |
| 10 | Kuala Lumpur | 25 juli 1974      | Vriendschappelijk          | Maleisië − India | 4 − 1   |
| 11 | Kuala Lumpur | 10 augustus 1976  | Vriendschappelijk          | Maleisië − India | 5 − 1   |
| 12 | Seoel        | 19 september 1976 | Vriendschappelijk          | Maleisië − India | 4 − 0   |
| 13 | Bangkok      | 10 november 1977  | Vriendschappelijk          | Maleisië − India | 3 − 0   |
| 14 | Bangkok      | 14 december 1978  | Aziatische Spelen 1978     | Maleisië − India | 1 − 0   |
| 15 | Kuala Lumpur | 15 september 1981 | Vriendschappelijk          | Maleisië − India | 2 − 2   |
| 16 | New Delhi    | 23 november 1982  | Aziatische Spelen 1982     | India − Maleisië | 1 − 0   |
| 17 | Calcutta     | 14 oktober 1984   | Azië Cup 1984 kwalificatie | India − Maleisië | 2 − 1   |
| 18 | Shah Alam    | 6 maart 1996      | Azië Cup 1996 kwalificatie | India − Maleisië | 2 − 5   |
| 19 | Haiderabad   | 22 juli 2008      | Vriendschappelijk          | India − Maleisië | 1 − 1   |
| 20 | Guwahati     | 13 november 2011  | Vriendschappelijk          | India − Maleisië | 1 − 1   |
| 21 | Calcutta     | 16 november 2011  | Vriendschappelijk          | India − Maleisië | 3 − 2   |
| 22 | Kuala Lumpur | 13 oktober 2023   | Vriendschappelijk          | Maleisië − India | 4 − 2   |
| 23 | Haiderabad   | 18 november 2024  | Vriendschappelijk          | India − Maleisië | 1 − 1   |

## Samenvatting
| Competitie            | Totaal gespeeld | Winst India | Gelijk | Winst Maleisië | Doelsaldo India – Maleisië |
| --------------------- | --------------- | ----------- | ------ | -------------- | -------------------------- |
| Azië Cup-kwalificatie | 2               | 1           | 0      | 1              | 4 − 6                      |
| Aziatische Spelen     | 3               | 2           | 0      | 1              | 3 − 2                      |
| Vriendschappelijk     | 18              | 4           | 7      | 7              | 22 − 37                    |
| Totaal                | 23              | 7           | 7      | 9              | 29 − 45                    |

## Details

### Negentiende ontmoeting
| Vriendschappelijk (Haiderabad, India, 22 juli 2008): |       |                                   |
| India                                                | 1 – 1 | Maleisië                          |
| Baichung Bhutia 57'                                  | goals | 80' (pen.) Indra Putra Mahayuddin |

AIFF · A-Internationals · Bondscoaches · Statistieken · Olympisch elftal · Indiaas vrouwenelftal · India U21 · India U20 · India U19 · India U18 · India U17
1930 – 1949 · 
1950 – 1959 · 
1960 – 1969 · 
1970 – 1979 · 
1980 – 1989 · 
1990 – 1999 · 
2000 – 2009 · 
2010 – 2019 ·
2020 − 2029
Afghanistan ·
Argentinië ·
Australië ·
Azerbeidzjan · 
Bahrein ·
Bangladesh ·
Bhutan ·
Brunei ·
Cambodja ·
China ·
Curaçao ·
Fiji ·
Filipijnen ·
Finland ·
Ghana ·
Guam ·
Guyana ·
Hongarije ·
Hongkong ·
IJsland ·
Indonesië ·
Irak ·
Iran ·
Israël ·
Jamaica ·
Japan ·
Jemen ·
Jordanië ·
Kameroen ·
Kenia ·
Kirgizië ·
Koeweit ·
Laos ·
Libanon ·
Macau ·
Malediven ·
Maleisië ·
Marokko ·
Mauritius ·
Mongolië ·
Myanmar ·
Namibië ·
Nepal ·
Nieuw-Zeeland ·
Noord-Korea ·
Oezbekistan ·
Oman ·
Pakistan ·
Palestina ·
Peru ·
Polen ·
Puerto Rico ·
Qatar ·
Saint Kitts en Nevis ·
Saoedi-Arabië ·
Singapore ·
Sovjet-Unie ·
Sri Lanka ·
Suriname ·
Syrië ·
Tadzjikistan ·
Taiwan ·
Thailand ·
Trinidad en Tobago ·
Turkmenistan ·
Uruguay ·
Vanuatu ·
Verenigde Arabische Emiraten ·
Vietnam ·
Wit-Rusland ·
Zambia ·
Zuid-Korea ·
Zuid-Vietnam
FAM · 
A-internationals · 
Maleisisch vrouwenelftal
Afghanistan ·
Algerije ·
Australië ·
Bahrein ·
Bangladesh ·
Bhutan ·
Bosnië en Herzegovina ·
Brazilië ·
Brunei ·
Cambodja ·
Canada ·
China ·
Engeland ·
Fiji ·
Filipijnen ·
Finland ·
Ghana ·
Hongkong ·
India ·
Indonesië ·
Irak ·
Iran ·
Israël ·
Jamaica ·
Japan ·
Jemen ·
Jordanië ·
Kenia ·
Kirgizië ·
Koeweit ·
Laos ·
Lesotho ·
Libanon ·
Liberia ·
Libië ·
Liechtenstein ·
Macau ·
Malediven ·
Marokko ·
Mongolië ·
Myanmar ·
Nepal ·
Nieuw-Zeeland ·
Noord-Korea ·
Oezbekistan ·
Oman ·
Oost-Timor ·
Pakistan ·
Palestina ·
Papoea-Nieuw-Guinea ·
Qatar ·
Saoedi-Arabië ·
Salomonseilanden ·
Senegal ·
Singapore ·
Sri Lanka ·
Syrië ·
Tadzjikistan ·
Taiwan ·
Thailand ·
Turkije ·
Turkmenistan ·
Uruguay ·
Verenigde Arabische Emiraten ·
Vietnam ·
Zuid-Korea ·
Zuid-Vietnam ·
Zweden